# Eucalyptus gongylocarpa
Eucalyptus gongylocarpa är en myrtenväxtart som beskrevs av William Faris Blakely. Eucalyptus gongylocarpa ingår i släktet Eucalyptus och familjen myrtenväxter. Inga underarter finns listade i Catalogue of Life.